# Niccolò Manucci

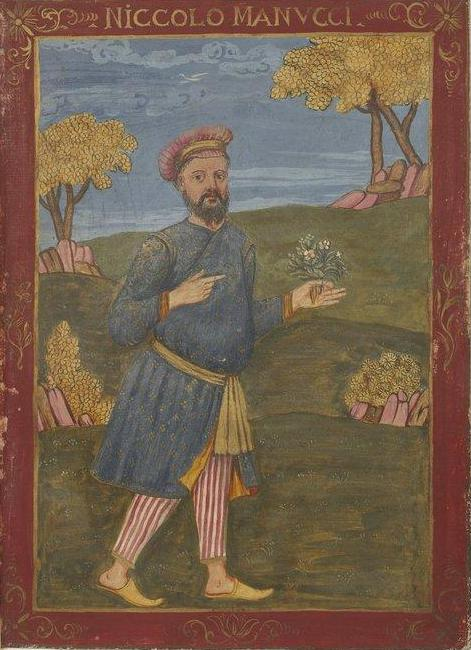
Niccolò Manucci. Ms. Bibliothèque Nationale de France, Cabinet des Estampes, Paris

 Niccolò Manucci (* 19. April 1638; † wahrscheinlich 1717 bei Pondichéry, Südindien) war ein venezianischer Abenteurer, Reisender und Autor. Manucci hielt sich Mitte bis gegen Ende des 17. Jahrhunderts im Umkreis der Mogulkaiser in Indien auf und arbeitete in unterschiedlichen Funktionen für Dara Shikoh, Shah Jahan, Raja Jai Singh II. und Kirat Singh. In den Memoiren über sein abenteuerliches Leben zeichnet er ein farbiges Bild vom Reich der Moguln.

## Leben
Niccolò Manucci wurde als erstes von fünf Kindern in eine venezianische Familie geboren, die sich mit der Zubereitung von Gewürzen und Drogen aus dem Orient einen bescheidenen Lebensunterhalt verdiente. Manuccis Kenntnisse über die Wirkung von Drogen, die ihm später den Ruf eines kundigen Arztes einbrachten, haben wahrscheinlich hier ihre Wurzeln.
Als Vierzehnjähriger ging er zu einem Onkel nach Korfu, schlich sich in ein unter englischer Flagge nach Smirna segelndes Schiff. Als blinder Passagier entdeckt, sollte er ins Meer geworfen werden, was auf Intervention von Henry Bard, 1. Viscount Bellomont, verhindert wurde. Bellomont, der spätere Botschafter Karls II. in Persien und Indien, behielt Manuzzi in seinem Gefolge. Mit Bellomont durchquerte er Anatolien, kam ans Kaspische Meer und erreichte 1655 Isfahan in Persien. 1656 reiste er mit Bellomont in dessen Funktion als englischer Botschafter nach Surat in Indien, dann nach Agra im Mogulreich und weiter nach Delhi, wo Bellomont überraschend am 20. Juni starb und Manucci seinen Patron und Förderer verlor.

### Am Hof des Großmoguls
Manucci, der inzwischen türkisch und persisch sprach, konnte Kontakt zu Dara Shikoh, dem ältesten Sohn und Favoriten für die Nachfolge Shah Jahans aufnehmen, der ihn als Artillerist einstellte. Nach dem Tod des Großmoguls kam es zu blutigen Kämpfen um die Erbfolge zwischen dessen Söhnen, bei denen sich der dritte Sohn des Kaisers, Aurangzeb durchsetzen konnte, der Dara Shikoh
und dessen Sohn hinrichten ließ. Manucci konnte, allerdings nahezu mittellos, entkommen.

### Reisen durch Indien
Er schloss sich einer Karawane nach Kaschmir an, gelangte nach Agra, wo er alte Freunde aus Europa wiedertraf und entschied sich, nach Bengalen weiterzureisen, das dabei war, sich zu einem blühenden Handelszentrum zu entwickeln. In Agra lernte er den deutschen Jesuitenpater und Indologen Henrique Roa kennen. Über Allahabad und Benares gelangte er nach Patna und zog weiter nach Dacca, dem damaligen Zentrum von Bengalen. In Dacca lernte er den englischen Boots- und Kanonenbauer Thomas Pratt kennen. Er reiste weiter nach Hugli, wo er von den Jesuiten aufgenommen wurde. Wegen seiner Sprachkenntnisse und seinen guten Kontakten zu hohen Vertretern der Mogul-Regierung, die für den Orden sehr nützlich waren, bemühten sich die Jesuiten sehr um ihn und versuchten vergeblich, ihn zum Bleiben zu überreden.

### Tätigkeit als Arzt
Da sein Aufenthalt in Dacca offenbar seinen Erwartungen auf wirtschaftliche Erfolge nicht entsprochen hatte, kehrte er über mehrere Stationen wieder nach Patna zurück. Um diese Zeit hat Manucci, der nie Medizin studiert hat, angefangen als Arzt zu praktizieren. In Patna konnten er und ein holländischer Chirurg den Gouverneur der Stadt erfolgreich an einer Fistel operieren, was seinen Ruf als fähiger Arzt festigte.
1686 heiratete er Helizabet Hartley, die Tochter eines englischen Verwaltungsbeamten. Er arbeitete weiterhin als Arzt und schrieb an seinen Erinnerungen. 1706, nach dem Tod seiner Frau, zog er nach Pondichéry am Golf von Bengalen, das damals unter französischer Herrschaft stand. Nach venezianischen Quellen starb er 1717 in Monte Grande bei Madras.

## Die Memoiren

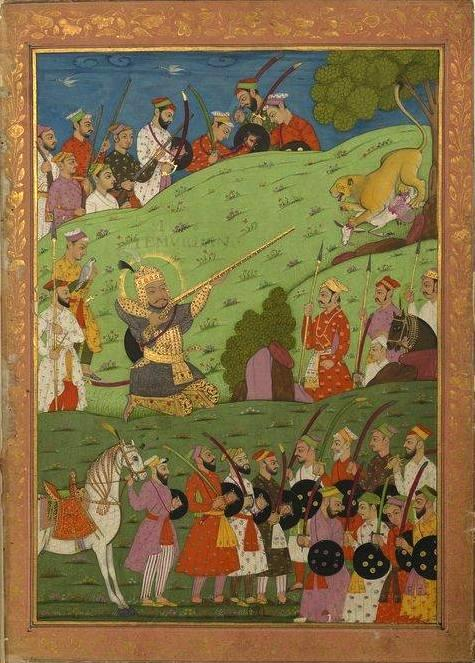
Illustration aus Manuccis Memoiren, 17. Jh.

Ein dreibändige Manuskript seiner Erinnerungen in portugiesischer Sprache gelangte 1700 nach Paris, wurde von dem Jesuiten François Catrou stark bearbeitet und ging 1705 unter dem Titel Histoire générale de l'empire du Mogol depuis sa fondation, sur les mémoires portugais de M. Manouchi, vénitien  in den Druck. 
Allerdings war Manucci mit den Kürzungen und Bearbeitungen Catrous nicht zufrieden, überarbeitete und erweiterte sein Manuskript, das jetzt fünf Bände umfasste und Passagen in portugiesischer, französischer und italienischer Sprache enthielt. Er schickte es über den französischen Gesandten Venedigs in Paris, Lorenzo Tiepolo, an den Venezianischen Senat und klagte Catrou eines Plagiats an. Der Senat veranlasste eine Begutachtung des Manuskripts durch die Universität Padua und ließ die portugiesischen Teile ins Italienische übersetzen. Ein Druck dieser Neubearbeitung wurde jedoch durch Intervention des Jesuitenordens verhindert und kam erst 1751 zustande. Ein Exemplar dieser Ausgabe gelangte 1897 in die Königliche Bibliothek in Berlin, wo es von William Irvine (1840–1911), einem schottischen Historiker und ehemaligen Mitglied des Indian Civil Service entdeckt, ins Englische übersetzt und zwischen 1907 und 1908 unter dem Titel Storia do Mogor or, Mogul India herausgab.
Als historische Quelle für das Mogulreich wird das Memoirenwerk von Historikern unterschiedlich gewertet. Erzählungen vom Hörensagen, pikareske Elemente und eigene Beobachtungen sind nicht immer genau zu trennen.
Bellomonts Aufenthalt in Persien und seine Beziehungen zum Großwesir des Schahs, die Manuzzi in seinem Buch beschreibt, werden durch Akten, die in der British Library in London aufbewahrt werden, bestätigt.
Ausgaben
- Histoire générale de l'empire du Mogol depuis sa fondation, sur les mémoires portugais de M. Manouchi, vénitien.[Paris, Jean de Nully, 1705]. Erste gedruckte, allerdings stark durch Catrou bearbeitete  Ausgabe.
- History of the Mogul Dynasty in India: from its foundation by Tamerlane, in the year 1399, to the accession of Aurengzebe, in the year 1658. Von Niccolò Manucci und François Catrou. Nabu-Press. ISBN 1-176-68840-5
- Istoria generale del Imperio del Mogul ist die italienische Fassung, die 1751 in Venedig von Domenico Occhi herausgebracht wurde.[3]
- Storia do Mogor, or Mogul India, 1653-1708, by Niccolao Manucci, Venetian. Translated and with Introduction and Notes by William Irvine, BengalCivil Service (Retired), Member of the Royal Asiatic Society. 4 Bde. London : Murry 1907-08 (Indian Text Series). - Vollständige, mit Anmerkungen, Bibliographie und Registern versehene Textausgabe mit Schwarzweißabbildungen aus der Bildersammlung in der Bibliothèque Nationale Paris (BNP); die Ausgabe wurde oft, teil gekürzt oder in Auszügen, nachgedruckt.
- Eine Teilausgabe in italienischer Sprache wurde unter dem Titel Storia del Mogol di Nicolò Manuzzi veneziano von Piero Falchetta in Mailand bei F. M. Ricci 1986 publiziert.
- Eine gekürzte Fassung in französischer Übersetzung von Robert Sctrick erschien 2002 unter dem Titel Niccolo Manucci. Un Vénitien chez les Moghols in Paris bei Phébus.
- Storia del Mogol di Niccolo Manuzzi veneziano. Introduzione: Miniature indiane con scene, in prevalenza, di corte (XVII sec.) Hrsg. von Piero Falchetta und einem Beitrag von M. Bussagli. 2 Bde. Mailand, Rizzoli, 1986. ISBN 8821600351. - Diese Luxus-Ausgabe enthält die rund 160 Farbfotos aus dem Exemplar der Bibliothèque Nationale de Paris.